# Stuart Hall

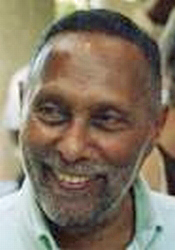

Stuart Hall (ur. 3 lutego 1932 w Kingston, zm. 10 lutego 2014 w Londynie) - socjolog, teoretyk kultury i kulturoznawca (cultural studies).

## Życie
Stuart Hall urodził się w pochodzącej z Afryki, jamajskiej rodzinie z klasy średniej. Na Jamajce ukończył też szkołę średnią. W roku 1951 Hall wyemigrował do Anglii, gdzie zdobył stypendium w Merton College na Uniwersytecie Oxfordzkim. Przez kolejne lata mieszkał, studiował i pracował w Wielkiej Brytanii. Wraz z Richardem Hoggartem i Raymondem Williamsem zaliczany jest do najbardziej wpływowych teoretyków, którzy przyczynili się do rozwoju myśli w ramach tzw. (kulturoznawczej) szkoły z Birmingham osadzonej pierwotnie w Centre for Contemporary Cultural Studies. Hall włączył się w prace w tym ośrodku w roku 1964 za namową pierwszego kierownika tego ośrodka Richarda Hoggarta a w roku 1968 przejął kierowanie ośrodkiem i pracował w nim do roku 1979. Miał duży wkład w poszerzenie zakresu studiów kulturoznawczych o zagadnienia związane z rasą i gender i przejęcie szeregu idei wypracowanych przez teoretyków francuskich. W roku 1979 Hall opuścił centrum i pracował jako profesor socjologii na Open University skąd przeszedł na emeryturę w 1997 roku.

## Poglądy i publikacje
Hall stał się jednym z propagatorów teorii recepcji i rozwinął swoją teorię kodowania i dekodowania. Takie podejście do analizy tekstu koncentruje się na zakresie negocjowania i oporu po stronie odbiorców. Oznacza to, że odbiorca nie akceptuje tekstu po prostu pasywnie – czy ma do czynienia z książką czy filmem – zawsze pojawia się element aktywności. Dana osoba negocjuje znaczenie tekstu. Znaczenie zależy od jej doświadczeń lub środowiska w którym żyje. Ten zakres doświadczeń tłumaczy dlaczego niektórzy czytelnicy zgadzają się z danym tekstem a inni odrzucają go.
Hall rozwinął te idee dalej w swoim modelu kodowania i dekodowania dyskursów medialnych. Znaczenie tekstu leży gdzieś pomiędzy twórcą tego tekstu a odczytującym dany tekst. Nawet jeśli twórca zakoduje tekst w określony sposób, to odczytujący zdekoduje go w nieco inny sposób – to zjawisko nazwane zostało przez Halla "marginesem zrozumienia". Taki sposób myślenia bliski jest konstruktywizmowi społecznemu.
Hall jest autorem szeregu publikacji w tym m.in. pracy z 1973 roku Encoding and Decoding in the Television Discourse (Kodowanie i dekodowanie w dyskursie telewizyjnym).
W jednej ze zbiorowych prac Stuart Hall rozpatruje tezę o hegemonicznej reprodukcji wynikającej ze strukturyzującego wpływu głosu ludzi u władzy. Ponieważ ludzie tacy maja jako pierwsi dostęp do mediów, aby komentować wydarzenia narzucają niekiedy dziennikarzom lub występującym osobom "pierwszą definicję" poruszanych problemów zagadnień, której ci pozostają "więźniami".

## Publikacje po polsku
- Serial albo obłaskawianie świata, "Przekazy i Opinie" 1979, nr 2.
- Kodowanie i dekodowanie [w:] „Przekazy i Opinie” 1987 nr 1-2, s. 58-71;
- Tożsamość kulturowa a diaspora, przeł. Krzysztof Majer, Literatura na Świecie nr 01-02/2008 (438-439), s. 165-183;
- Ustrukturyzowana komunikacja wydarzeń, przeł. D. Kolasa, M. Wróblewski [w:] M. Wróblewski (red.), Kultura i hegemonia. Antologia tekstów szkoły z Birmingham, Wydawnictwo Naukowe UMK, Toruń 2012, s. 79-114.